# Stazione di Abbadia Lariana
La stazione di Abbadia Lariana è una stazione ferroviaria posta sulla linea Ferrovia della Valtellina, a servizio dell'omonimo comune.

## Storia
La stazione, in origine denominata "Abbadia" fu inaugurata nel 1892, all'apertura della tratta da Lecco a Bellano.
Nel 1939 assunse la denominazione di "Abbadia Lariana".

## Strutture ed impianti
Il fabbricato viaggiatori è un edificio a due piani in classico stile ferroviario, impreziosito dalle decorazioni in cotto tipiche della linea.

La stazione conta due binari per il servizio passeggeri. In passato, era presente un piccolo scalo merci, con un magazzino merci tuttora esistente.

## Movimento
La stazione è servita dai treni regionali in servizio sulla tratta Lecco-Colico-Sondrio.